# Mistrzostwa Świata w Judo 2010
26. Mistrzostwa Świata w Judo odbyły się w dniach 9–13 września 2010 w Tokio (Japonia). Kobiety rywalizowały w mistrzostwach po raz 17.
Dziewiąte mistrzostwa drużynowe rozegrano w dniach 30-31 października 2010 w Antalyi (Turcja).

## Reprezentacja Polski

### kobiety
- Małgorzata Bielak (AZS AWFiS Gdańsk) – odpadła w eliminacjach (57 kg)
- Katarzyna Kłys (AZS AWFiS Gdańsk) – odpadła w eliminacjach (70 kg)
- Daria Pogorzelec (AZS AWFiS Gdańsk) – odpadła w eliminacjach (78 kg)
- Urszula Sadkowska (Gwardia Opole) – 7. (+78 kg), odpadła w eliminacjach (open)

### mężczyźni
- Tomasz Kowalski (AZS Opole) – odpadł w eliminacjach (66 kg)
- Paweł Zagrodnik (GKS Czarni Bytom) – odpadł w eliminacjach (66 kg)
- Tomasz Adamiec (UKJ Ryś Warszawa) – odpadł w eliminacjach (73 kg)
- Krzysztof Wiłkomirski (AZS UW Warszawa) – odpadł w eliminacjach (73 kg)
- Łukasz Błach (WKS Gwardia Wrocław) – odpadł w eliminacjach (81 kg)
- Robert Krawczyk (Czarni Bytom) – odpadł w eliminacjach (81 kg)
- Łukasz Koleśnik (AZS AWF Wrocław) – odpadł w eliminacjach (90 kg)
- Krzysztof Węglarz (Wisła Kraków) – odpadł w eliminacjach (90 kg)
- Przemysław Matyjaszek (GKS Czarni Bytom) – odpadł w eliminacjach (100 kg), odpadł w eliminacjach (open)
- Grzegorz Eitel (WKS Gwardia Warszawa) – odpadł w eliminacjach (+100 kg)
- Janusz Wojnarowicz (GKS Czarni Bytom) – odpadł w eliminacjach (+100 kg), odpadł w eliminacjach (open)

## Klasyfikacja medalowa
| Miejsce | Państwo           |    |   |    | Razem |
| ------- | ----------------- | -- | - | -- | ----- |
| 1       | Japonia           | 11 | 4 | 10 | 25    |
| 2       | Francja           | 2  | 1 | 3  | 6     |
| 3       | Holandia          | 1  | 2 | 0  | 3     |
| 4       | Korea Południowa  | 1  | 0 | 2  | 3     |
|         | Grecja            | 1  | 0 | 1  | 2     |
| 6       | Stany Zjednoczone | 1  | 0 | 0  | 1     |
|         | Uzbekistan        | 1  | 0 | 0  | 1     |
| 8       | Brazylia          | 0  | 4 | 1  | 5     |
| 9       | Chiny             | 0  | 2 | 1  | 3     |
| 10      | Niemcy            | 0  | 2 | 0  | 2     |
|         | Portugalia        | 0  | 1 | 0  | 1     |
|         | Węgry             | 0  | 1 | 0  | 1     |
|         | Ukraina           | 0  | 1 | 0  | 1     |
| 14      | Rosja             | 0  | 0 | 5  | 5     |
| 15      | Kuba              | 0  | 0 | 3  | 3     |
| 16      | Azerbejdżan       | 0  | 0 | 2  | 2     |
|         | Mongolia          | 0  | 0 | 2  | 2     |
| 18      | Austria           | 0  | 0 | 1  | 1     |
|         | Egipt             | 0  | 0 | 1  | 1     |
|         | Rumunia           | 0  | 0 | 1  | 1     |
|         | Słowenia          | 0  | 0 | 1  | 1     |
|         | Wielka Brytania   | 0  | 0 | 1  | 1     |
|         | Turcja            | 0  | 0 | 1  | 1     |

## Medaliści

### Mężczyźni
| Konkurencja: | Data:                | Złoto: | Srebro:                                                                                             | Brąz: |
| −60 kg       | 12 września 2010     | Rishod Sobirov | Heorhij Zantaraja                                                                                   | Hiroaki Hiraoka Arsen Gałstian |
| −66 kg       | 12 września 2010     | Junpei Morishita | Leandro Cunha                                                                                       | Loïc Korval Chaszbaataryn Cagaanbaatar |
| −73 kg       | 11 września 2010     | Hiroyuki Akimoto | Dex Elmont                                                                                          | Wang Ki-chun Yasuhiro Awano |
| −81 kg       | 10 września 2010     | Kim Jae-bum | Leandro Guilheiro                                                                                   | Masahiro Takamatsu Euan Burton |
| −90 kg       | 10 września 2010     | Ilias Iliadis | Daiki Nishiyama                                                                                     | Kiriłł Dienisow Elxan Məmmədov |
| −100 kg      | 9 września 2010      | Takamasa Anai | Henk Grol                                                                                           | Oreidis Despaigne Thierry Fabre |
| +100 kg      | 9 września 2010      | Teddy Riner | Andreas Tölzer                                                                                      | Matthieu Bataille Islam El-Shehaby |
| open         | 13 września 2010     | Daiki Kamikawa | Teddy Riner                                                                                         | Keiji Suzuki Hiroki Tachiyama |
| drużynowo    | 31 października 2010 | Japonia · Musashi Ogura · Masahiko Otsuka · Masahiro Takamatsu · Masashi Nishiyama · Hiroki Tachiyama · (Masashi Kodera, Ryo Saito, · Kazushi Nishioka, Takamasa Anai) | Brazylia · Alex Pombo · Bruno Mendonça · Flávio Canto · Rodrigo Luna · Rafael Silva · (David Moura) | Rosja · Michaił Pulajew · Murat Kodzokow · Murat Chabaczirow · Kiriłł Woprosow · Dmitry Sterkhov · (Ulan Gurtuev, Arsen Pshmakhov, · Kamal Chan-Magomiedow, Viktor Semenov, · Aslan Kambiev) · Korea Południowa · Cho Jun-ho · Bang Gui-man · Hong Suk-woong · Kwon Young-woo · Kim Sung-min |

### Kobiety
| Konkurencja: | Data:                | Złoto: | Srebro:                                                                                   | Brąz: |
| −48 kg       | 12 września 2010     | Haruna Asami | Tomoko Fukumi                                                                             | Sarah Menezes Alina Dumitru |
| −52 kg       | 12 września 2010     | Yuka Nishida | Misato Nakamura                                                                           | Natalja Kuziutina Mönchbaataryn Bundmaa |
| −57 kg       | 11 września 2010     | Kaori Matsumoto | Telma Monteiro                                                                            | Sabrina Filzmoser Julieta Bukuwala |
| −63 kg       | 11 września 2010     | Yoshie Ueno | Miki Tanaka                                                                               | Yaritza Abel Ramilə Yusubova |
| −70 kg       | 10 września 2010     | Lucie Décosse | Anett Mészáros                                                                            | Raša Sraka Yoriko Kunihara |
| −78 kg       | 9 września 2010      | Kayla Harrison | Mayra Aguiar                                                                              | Akari Ogata Yang Xiuli |
| +78 kg       | 9 września 2010      | Mika Sugimoto | Qin Qian                                                                                  | Maki Tsukada Idalis Ortis Boucurt |
| open         | 13 września 2010     | Mika Sugimoto | Qin Qian                                                                                  | Tea Donguzaszwili Megumi Tachimoto |
| drużynowo    | 30 października 2010 | Holandia · Kitty Bravik · Juul Franssen · Elisabeth Willeboordse · Linda Bolder · Carola Uilenhoed · (Anicka van Emden, Marhinde Verkerk) | Niemcy · Susi Zimmermann · Miryam Roper · Claudia Malzahn · Iljana Marzok · Heide Wollert | Japonia · Yuka Nishida · Chie Iwata · Miki Tanaka · Mina Watanabe · Aya Ishiyama · (Aiko Kojima, Nae Udaka, · Ikumi Tanimoto, Asuka Oka, · Mai Tateyama) · Turcja · Aynur Samat · Tugba Zehir · Busra Katipoglu · Seyda Bayram · Belkıs Zehra Kaya · (Sümeyye Akkus, Selda Karadag, · Gulsah Kocaturk) |